# Julia David-Smith
Julia David-Smith (* 24. Januar 2003 in Seattle) ist eine französisch-US-amerikanische Leichtathletin, die sich auf den Langstreckenlauf spezialisiert hat und die seit 2023 für Frankreich startberechtigt ist.

## Sportliche Laufbahn
Julia David-Smith wuchs in Issaquah in den Vereinigten Staaten auf und studierte an der University of Washington. 2025 belegte sie bei den U23-Europameisterschaften in Bergen in 16:00,62 min den vierten Platz im 5000-Meter-Lauf. Kurz darauf siegte sie in 15:34,57 min bei den World University Games in Bochum.

## Persönliche Bestleistungen
- 1500 Meter: 4:10,03 min, 11. Juli 2025 in Dublin
- 3000 Meter: 8:59,06 min, 9. Juli 2024 in Cork
  - 3000 Meter (Halle): 9:15,40 min, 28. Februar 2025 in Indianapolis
- 5000 Meter: 15:34,57 min, 26. Juli 2025 in Bochum